# Shih Kien
Shih Kien 石堅 (Panyu, Guangdong; 1 de enero de 1913-Hong Kong, 3 de junio de 2009) fue un actor y comediante chino de dilatada carrera actoral en los medios cantoneses. Fue más conocido en el mundo occidental por su aparición como el villano Han en el filme de artes marciales Enter the Dragon junto a Bruce Lee, John Saxon, Bolo Yeung, Jim Kelly y Angela Mao.

## Biografía
Nació en 1913 como Shí Jiān (idioma chino mandarín), Shek Kin (石堅; chino cantonés), y desde corta edad ingresó al mundo de las tablas. Su nombre como actor fue  Shih Kien, Shek Kin o  Kien Shih según la variante del idioma chino y se hizo muy conocido por sus roles de villano, papel en que quedó encasillado ganándose un sitial en el cine cantonés, siendo actor dependiente de Wong Fei Hung movies y destacando por su apasionada personalidad.
Shih Kien trabajó también en Wuxia Canton Films destacando en películas como Yu Lai Shan Jeung (1964) y Luk Ji Kam Mo (1965) haciendo roles de villano. También realizó algunos papeles como comediante junto al conocido artista marcial Jackie Chan en The Young Master. Se hizo mundialmente conocido como el villano de la mano ortopédica, Han, en Enter the Dragon, donde realiza el combate final junto a Bruce Lee.
Kien además fue un cultor de las artes marciales chinas recibiendo entrenamiento en la Chin Woo Athletic Association y posteriormente fue instructor en numerosos estilos chinos del Kung Fu. Realizó más de trescientas películas, la mayoría en blanco y negro y centradas principalmente en las artes marciales.  Se retiró a los 80 años en 1993.
Falleció en un hospital de Hong Kong a la edad de 96 años.